# Szpital na perypetiach
Szpital na perypetiach – polski serial komediowy (sitcom) w reżyserii Krzysztofa Jaroszyńskiego i Tomasza Wiszniewskiego produkowany przez Gabi Sp. z o.o., emitowany od 5 maja 2001 do 6 czerwca 2003 na antenie Telewizji Polsat.
Serial parodiuje polskie realia szpitalne, kładąc nacisk na relacje w obrębie zespołu medycznego, stosunek pracowników placówki do pacjentów. Postępowanie ordynatora Łubicza z personelem uosabia feudalne stosunki w służbie zdrowia, mobbing i wszechwładzę kadry kierowniczej. Pomimo dużego przerysowania zarówno postaci, jak i sytuacji, serial wydaje się oddawać społeczną percepcję stanu polskich szpitali oraz mentalności części personelu medycznego.
Kontynuacją serialu jest sitcom Daleko od noszy – inny serial komediowy wyprodukowany w kolejnych latach w dużym stopniu przez ten sam zespół. Zmienił się producent, nieznacznie także zmieniono obsadę i imiona głównych postaci.

## Fabuła
Akcja serialu toczy się w szpitalu rejonowym nr 1 im. A. Kopernika. Gdzieś w województwie mazowieckim, w małej miejscowości w pobliżu Warszawy.

## Czołówka serialu
Czołówka serialu zmieniała się 3 razy, w 4 zmieniła się wstępna część filmu, która poprzez dodawanie nowych klatek ostatecznie uległa zmianie w odcinku 9. W 14 zmieniła się muzyka. Po raz ostatni czołówka uległa zmianie w odcinku 20, stara powróciła tylko raz w 22.

## Tytuł serialu i nazwiska bohaterów
Tytuł serialu jest grą słów związaną z popularnym czechosłowackim serialem – Szpital na peryferiach. Także imiona postaci są karykaturalne.
Nazwisko jednego z doktorów – Kidler to nawiązanie do głównego bohatera serialu z 1961 roku pt. Doktor Kildare. Z kolei Łubicz to parodia dr. Lubicza z serialu Klan.

## Obsada
| Aktor                | Rola                             | Status    |
| -------------------- | -------------------------------- | --------- |
| Krzysztof Kowalewski | ordynator Roman Łubicz           | 2001–2003 |
| Hanna Śleszyńska     | siostra Genowefa Basen           | 2001–2003 |
| Paweł Wawrzecki      | dr Lucjan Kidler                 | 2001–2003 |
| Piotr Gąsowski       | dr Czesław Basen                 | 2001–2003 |
| Krzysztof Prałat     | Piotr Mrozowicz                  | 2002–2003 |
| Aleksandra Woźniak   | Zuzanna                          | 2002–2003 |
| Violetta Kołakowska  | mgr Agnieszka                    | 2002–2003 |
| Ewa Dałkowska        | siostra Gerlach                  | 2001      |
| Katarzyna Kurylońska | siostra Cecylia Mateńko          | 2001      |
| Andrzej Mastalerz    | pacjent Zygmunt/Henryk Zawiejas  | 2001–2002 |
| Przemysław Kaczyński | pacjent Zygmunt Zawiejas         | 2002-2003 |
| Sławomir Cherubiński | pacjent Gronostaj, zw. "Kudłaty" | 2002–2003 |
| Elżbieta Kilarska    | pacjentka Pelagia Słowikowa      | 2002–2003 |
| Jerzy Turowicz       | konserwator Tępień               | 2002−2003 |
| Włodzimierz Midak    | pacjent Szmuldziński             | 2002–2003 |

## Spis serii
| Seria      | Okres emisji | Odcinki    | Premiera serii      | Finał serii     | Pora emisji     |
| ---------- | ------------ | ---------- | ------------------- | --------------- | --------------- |
| Pilotażowa | wiosna 2001  | 1–3 (3)    | 5 maja 2001         | 19 maja 2001    | sobota 21.00    |
| 1          | 2002/2003    | 4–17 (14)  | 5 października 2002 | 3 stycznia 2003 | sobota 21.15    |
| 2          | wiosna 2003  | 18–30 (13) | 2 marca 2003        | 30 marca 2003   | niedziela 20.40 |
| 2          | wiosna 2003  | 18–30 (13) | 4 kwietnia 2003     | 6 czerwca 2003  | piątek po 22.00 |